# Доктуришвили, Александр
Александр Доктуришвили (узб. Aleksandr Dokturashvili, груз. ალექსანდრე დოხტურიშვილი; род. 22 мая 1980, село Сартичала, Гардабанский район, Грузинская ССР, СССР) — грузинский и узбекский борец греко-римского стиля, чемпион Олимпийских игр, чемпион Европы, чемпион Азии. Первый олимпийский чемпион по борьбе — представитель Узбекистана

## Биография
В 1997 году остался восьмым на чемпионате Европы среди юниоров, а на чемпионате мира был пятнадцатым. В 1998 году на чемпионате Европы среди юниоров был 11-м, на чемпионате мира был восьмым. В 1999 году и на чемпионате мира, и на чемпионате Европы среди юниоров завоевал бронзовые медали. В 2000 году стал чемпионом Европы среди юниоров, на чемпионате мира остался седьмым. В 2001 году стал выступать на международных соревнованиях среди взрослых и сразу завоевал титул чемпиона Европы, а на чемпионате мира был только 18-м.
В 2001 году сменил гражданство и начал выступать за Узбекистан, а также из полусреднего веса перешёл в средний. В 2003 году завоевал Кубок Азии. В 2004 году занял второе место на предолимпийском квалификационном турнире, стал чемпионом Азии и был девятым на Гран-при Германии.
На Летних Олимпийских играх 2004 года в Афинах боролся в категории до 74 килограммов (средний вес). Участники турнира, числом в 20 человек, были разделены на шесть групп, в каждой из которых борьба велась по круговой системе. Победители в группах выходили в четвертьфинал, где боролись по системе с выбыванием после поражения. Проигравшие занимали места соответственно полученным в схватках квалификационным и техническим баллам. Александр Доктуришвили победил в группе и прошёл сразу в полуфинал, минуя четвертьфинал (в группе было четверо спортсменов, а не трое). В полуфинале Александр Доктуришвили одолел явного фаворита, действующего олимпийского чемпиона Вартереса Самургашева, затем победил в финале и стал чемпионом олимпийских игр.
За одержанную победу на Олимпиаде был удостоен почётного звания «Узбекистон ифтихори».
| Круг          | Соперник             | Страна      | Результат | Основание                                      | Время схватки |
| ------------- | -------------------- | ----------- | --------- | ---------------------------------------------- | ------------- |
| 1 (группа F)  | Тамаш Берзица        | Венгрия     | Победа    | 4-2 (4 технических балла, 3 квалификационных)  | 7:09          |
| 2 (группа F)  | Алексиос Колицопулос | Греция      | Победа    | 8-4 (8 технических баллов, 3 квалификационных) | 6:00          |
| 3 (группа F)  | Вугар Асланов        | Азербайджан | Победа    | 4-0 (4 технических балла, 3 квалификационных)  | 6:00          |
| Четвертьфинал | -                    | -           | -         | -                                              | -             |
| Полуфинал     | Вартерес Самургашев  | Россия      | Победа    | 5-2 (5 технических баллов, 3 квалификационных) | 6:00          |
| Финал         | Марко Юли-Ханнуксела | Финляндия   | Победа    | 4-1 (4 технических балла, 3 квалификационных)  | 6:00          |

В 2005 году на чемпионате мира остался седьмым, в следующем году 11-м. Также в 2006 году был пятым на Азиатских играх. В 2008 году остался 9-м на чемпионате мира и затем оставил карьеру.
С 2010 года является тренером сборной Узбекистана.